# Bonamia repens
Bonamia repens là một loài thực vật có hoa trong họ Bìm bìm. Loài này được (I.M. Johnst.) D.F. Austin & Staples mô tả khoa học đầu tiên năm 1985.